# 밀유넨야흐트

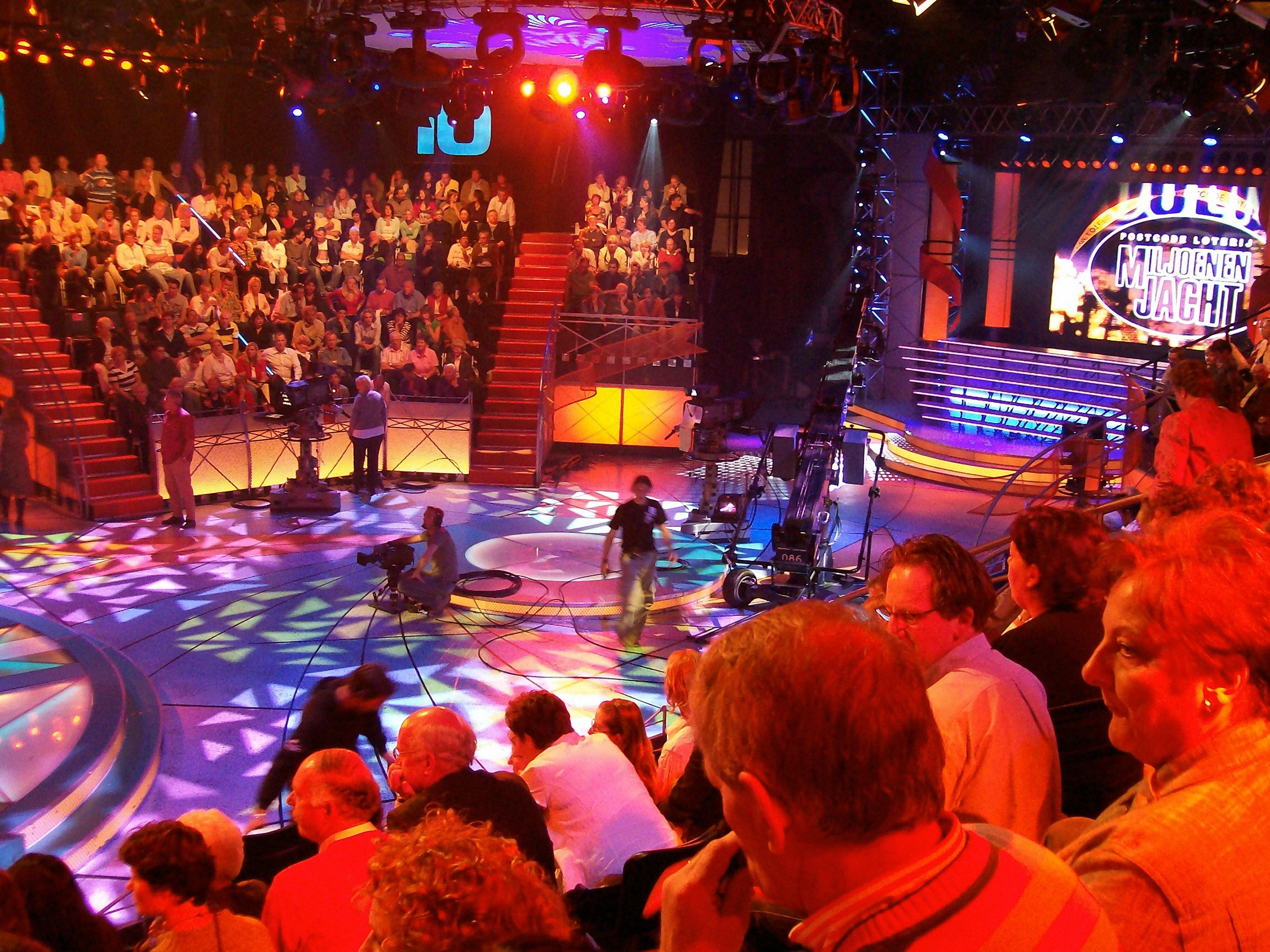

《밀유넨야흐트》(네덜란드어: Miljoenenjacht)는 네덜란드의 텔레비전 프로그램으로, 철가방을 이용한 심리게임 쇼이다. 이것에 착안하여 미국에서 《딜 오어 노 딜》이 만들어졌다.

## 같이 보기
- 딜 오어 노 딜
- 신동엽의 Yes or No
- 더 딜